# Тамим, Сюзанна
Сюзанна Тамим (араб. سوزان تميم‎, 23 сентября 1977 — 28 июля 2008) — ливанская поп-певица.

## Биография
В 1996 г. выиграла популярное в арабском мире телешоу Studio el Fan, проводящееся раз в четыре года. Записала последний альбом в 2002 г., в 2006 г. выпустила сингл «Бейрут» памяти убитого ливанского политика Рафика Харири.
Став популярной в середине 2000-х годов (наиболее известная песня Sakina Qalbi — «В моём сердце»), бросила первого мужа и ушла к другому (продюсеру), от которого в 2007 г. сбежала из Ливана в Египет, устроив дома стрельбу из пистолета, после чего перестала появляться на публике. Там, по сведениям прессы, вышла замуж за ещё одного человека (кикбоксера, с которым познакомилась в Лондоне), при этом имея связь с очень влиятельным египетским бизнесменом и сенатором Хишамом Талаатом Мустафой, другом сына президента Мубарака, совладельцем многих отелей всемирно известного курорта Шарм-эш-Шейх.

## Смерть
В июле 2008 года была обнаружена в ОАЭ в Дубае с перерезанным горлом в апартаментах в роскошном районе Дубая Марине.
В сентябре 2008 года по обвинению в заказе убийства певицы был арестован Хишам Талаат Мустафа. Следствие установило, что он заказал убийство своему охраннику, бывшему офицеру спецслужб, Мохсину ас-Суккари.
В июне 2009 года Верховный суд Египта признал миллиардера виновным и назначил ему смертную казнь через повешение (во что многие до этого не верили, полагая, что его спасёт высокий статус). 10 июля была подана апелляция: родственники Мустафы предложили родственникам Сюзан Тамим более 1 миллиарда 100 миллионов долларов откупных. После получения этой суммы родственники имеют право простить убийцу.
В сентябре 2009 года Верховный суд Каира заменил смертный приговор Мустафы тюремным заключением на 15 лет. Непосредственный исполнитель убийства, Мохсин ас-Суккари, приговорён к пожизненному сроку.